# 베이징 중의약 대학교
베이징 중의약 대학교(북경중의약대학, 北京中医药大学)은 중화인민공화국 베이징에 있는 국립대학이다. 1956년 설립되었다.

## 역사
- 1956년，베이징시 하이윤창(海运仓)에서 베이징 중의학원(北京中医学院) 창건.
- 1960년，베이징 중의학원이 국가중점대학(全國重点大學)으로확정됨.
- 1993년，베이징 중의약대학(北京中医药大学)으로 이름을 바꿈.
- 1996년，베이징 중의약대학이 211 공정(211 工程)에 입선되었다.
- 2000년，베이징 침구골상학원(北京针灸骨伤学院)과 합병되어 베이징 중의약대학(北京中医药大学)이 새로이 조성됨.
- 2003년，"문법계(文法系)" 성립,영어(약학), 화법학(和法学(약학위생(医药卫生)))을 전공으로 신설.
- 2007년，"문법계"를 "인문학원(人文学院)"으로 이름을 바꿈.

## 단과대학
- 기초의대학(基础医学院)
- 인문대학(人文学院)
- 침구대학(针灸学院)
- 관리대학(管理学院) : 경영학과
- 간호대학(护理学院) : 간호학과
- 국제대학(国际学院) : 외국어학과
- 임상의대학(临床医学院)
- 중약대학(中药学院)

## 출판물
- 《베이징 중의약 대학교 학보》(北京中医药大学学报)
- 《베이징 중의약 대학교 학보（중의임상판）》(北京中医药大学学报(中医临床版))
- 《중의교육》 (中医教育)

## 같이 보기
- 국가중점대학
- 중의학